# Bačko Gradište
Bačko Gradište (húngaro: Bácsföldvár; serbocroata cirílico: Бачко Градиште; alemán: Feldwar in der Batschau) es un pueblo de Serbia perteneciente al municipio de Bečej en el distrito de Bačka del Sur de la provincia autónoma de Voivodina.
En 2011 tenía 5110 habitantes. Étnicamente, la población se reparte a partes iguales entre magiares y serbios.
El pueblo, cuyo nombre original era Feldvarac (Фелдварац), era en época medieval una aldea habitada por serbios en el reino de Hungría, que se menciona por primera vez en documentos en 1387, cuando pertenecía a la familia noble Gorjanski. En otro documento de 1440 se menciona como perteneciente a las tierras de Đurađ Branković. Tras la invasión otomana del siglo XVI, la aldea quedó reducida a un pequeño caserío donde solo vivían cuatro familias serbias. En la primera mitad del siglo XVIII, tras ser reconquistada la zona por el Imperio Habsburgo, el pueblo quedó incluido en la Vojna Krajina y los serbios repoblaron el asentamiento; en las décadas posteriores se asentaron también los magiares.
Se ubica unos 5 km al sur de Bečej, en la salida de la capital municipal de las carreteras 102 que lleva a Novi Sad y 114 que lleva a Kovilj.